# Collet de la Cirera (Pinós)
El Collet de la Cirera, o de Cirera, és una collada de 595 metres d'altitud del terme municipal de Pinós, al Solsonès. Està situat a prop i al nord-est de Vallmanya, al nord de la masia de la Cirera. És a ponent de la masia de la Molgosa.